# Montrose County
Montrose County je okres ve státě Colorado v USA. K roku 2010 zde žilo 41 276 obyvatel. Správním městem okresu je Montrose. Celková rozloha okresu činí 5 808 km².